# Карафа делла Спина, Джованни
Джованни Джорджо Карафа делла Спина (итал. Giovanni Giorgio Carafa della Spina, 1671 — 3 мая 1743) — итальянский военный на австрийской службе.

## Биография
Сын Фабрицио Карафа делла Спина, герцога Форли и графа Поликастро, и Беатриче Капече Минутоло, принцессы Руоти. 
По совету дяди Антонио Карафа в молодости вступил в имперскую армию, где вскоре стал капитаном кавалерии, а в 1700 году благодаря родственным связям был уже полковником.
Когда после смерти испанского короля Карла II возникла угроза того, что на испанский трон сядет представитель династии Бурбонов, то Карафу отправили в Южную Италию для установления контактов с про-Габсбургской знатью и выяснения того, при каких условиях они согласятся восстать и перейти на сторону Австрийских Габсбургов. Однако он был предан одним из братьев, и ему пришлось срочно бежать в Вену. 
Вскоре началась война за испанское наследство, и в 1707 году Карафа вернулся на родину в составе войск Вириха фон Дауна. За заслуги при завоевании Неаполитанского королевства он получил титул князя Священной Римской империи и был произведён в генералы. В 1723 году сталь фельдмаршалом.
Когда в 1733 году началась война за польское наследство, то Карафе пришлось противостоять начавшемуся в 1734 году наступлению Бурбонов на Южную Италию. Зная о слабости укреплений, он настаивал на том, чтобы отвести имеющиеся войска на юг, и лишь дождавшись адекватных подкреплений дать решающее полевое сражение. Однако вице-король Джулио Борромео Висконти и фельдмаршал-лейтенант Отто Фердинанд фон Абенсперг унд Траун, поддержанные венским двором, потребовали усилить гарнизоны крепостей столицы, а основной массой войск перекрыть границу с Папской областью. План Карафы был принят лишь после того, как попытка Трауна остановить продвижение испанских войск провалилась.
Прибыв в Таранто, Карафа объединил свои войска с войсками, прибывшими с Сицилии, а также с батальоном хорватов — единственным подкреплением, полученным им за всю войну. После этого он двинулся в Калабрию, а несколько недель спустя решил, что, наконец, готов к сражению, и выдвинулся с войсками в Апулию. Однако в этот момент он был отстранён от командования и вызван в Вену (в результате чего не участвовал в сражении при Битонто). В Вене, не имея представления о реально происходящем в Италии, его обвинили в дезертирстве и Гофкригсрат отправил его в тюрьму. После выхода из тюрьмы ему было позволено уйти на покой и поселиться в Венеции.